# Anschlussstelle Dortmund-Nordost
Die Anschlussstelle Dortmund-Nordost verbindet die Bundesautobahn 2 und die Bundesstraße 236 miteinander. Die in Kleeblatt-Form gebaute Anschlussstelle liegt im Norden von Dortmund auf dem Gebiet des Statistischen Bezirks Derne östlich des Stadtteils Brechten inmitten landwirtschaftlich genutzter Flächen.
Die A 2 ist im Bereich der Anschlussstelle sechsspurig ausgebaut, die B 236 ist als vierspurige Kraftfahrstraße ausgewiesen.

## Verkehrsaufkommen
Die Anschlussstelle wird täglich von rund 100.000 Fahrzeugen befahren.
| Von                       | Nach                | Durchschnittliche tägliche Verkehrsstärke |
| ------------------------- | ------------------- | ----------------------------------------- |
| Dortmund-Mengede (A 2)    | AS Dortmund-Nordost | 69.800                                    |
| AS Dortmund-Nordost       | Dortmund-Lanstrop   | 59.300                                    |
| AS Dortmund-Derne (B 236) | AS Dortmund-Nordost | 41.300                                    |
| AS Dortmund-Nordost       | AS Lünen (B 54)     | 29.600                                    |